# Samuel Johnson-díj
A Baillie Gifford-díj (angolul: Baillie Gifford Prize for Non-Fiction), 2015-ig Samuel Johnson-díj (angolul: Samuel Johnson Prize), az egyik legrangosabb ismeretterjesztő irodalomért járó díj, melyet 1999-ben alapítottak, átalakítva az NCR Könyvdíjat (NCR Book Award). Az irodalmi elismerés egy névtelen adományozó közreműködésével jöhetett létre, melyet a brit BBC Four bonyolít le. Minden első helyezett 30 000£, míg a döntősök 2500£ pénzdíjban részesülnek.
A díj Samuel Johnson angol íróról kapta a nevét. 2016-tól a díj elnevezése megváltozott, The Baillie Gifford Prize for Non-Fiction lett.

## Díjazottak

### Baillie Gifford-díj
- 2023: John Vaillant: Fire Weather: A True Story from a Hotter World[2][3]
- 2022: Katherine Rundell: Super-Infinite: The Transformations of John Donne
- 2021: Patrick Radden Keefe: Empire of Pain: The Secret History of the Sackler Dynasty
- 2020: Craig Brown: One Two Three Four: The Beatles in Time
- 2019: Hallie Rubenhold: The Five: The Untold Lives of The Women Killed by Jack the Ripper
- 2018: Serhii Plokhy: Chernobyl: History of a Tragedy[4][5]
- 2017: David France: How to Survive a Plague[6][7]
- 2016: Philippe Sands: East West Street

### Samuel Johnson-díj
- 2015: Steve Silberman – Neurotribes: The Legacy of Autism and How to Think Smarter About People Who Think Differently
- 2014: Helen Macdonald – H is for Hawk
- 2013: Lucy Hughes-Hallett – The Pike
- 2012: Wade Davis – Into the Silence: The Great War, Mallory and the Conquest of Everest
- 2011: Frank Dikötter – Mao's Great Famine
- 2010: Barbara Demick – Nothing to Envy
- 2009: Philip Hoare – Leviathan or, The Whale
- 2008: Kate Summerscale – The Suspicions of Mr Whicher Or The Murder at Road Hill House
- 2007: Rajiv Chandrasekaran – Imperial Life in the Emerald City
- 2006: James S. Shapiro – 1599: A Year in the Life of William Shakespeare
- 2005: Jonathan Coe – Like A Fiery Elephant: The Story of B. S. Johnson[8]
- 2004: Anna Funder – Stasiland
- 2003: T.J. Binyon – Pushkin
- 2002: Margaret MacMillan – Peacemakers: The Paris Peace Conference of 1919 and Its Attempt to End War
- 2001: Michael Burleigh – The Third Reich
- 2000: David Cairns – Berlioz: Volume 2
- 1999: Antony Beevor – Stalingrad